# Trebs (Lübtheen)
Trebs ist ein Ortsteil der Landstadt Lübtheen im Landkreis Ludwigslust-Parchim in Mecklenburg-Vorpommern. Der Ortsteil gehört zum Stadtbezirk Lübtheen.

## Geografie und Verkehrsanbindung
Trebs liegt südöstlich der Kernstadt von Lübtheen. Die Landesstraße L 06 verläuft westlich. Die Landesgrenze zu Niedersachsen verläuft 6 km entfernt westlich.

## Geschichte
Aufgrund des großflächigen Waldbrandes, der am 30. Juni 2019 auf dem ehemaligen Truppenübungsplatz Lübtheen ausbrach, wurde der Ort am Morgen des 1. Juli evakuiert. Am 3. Juli 2019 konnten die etwa 131 Einwohner wieder zurück in ihre Häuser bzw. Wohnungen.

## Sehenswürdigkeiten

### Baudenkmale
In der Liste der Baudenkmale in Lübtheen ist für Trebs eine Trafostation als einziges Baudenkmal aufgeführt.